# Sic! (album)
[sic!] – szósty album studyjny zespołu Hey wydany w 2001 roku. Po odejściu Piotra Banacha z zespołu, a przyjściu Pawła Krawczyka Hey zmieniał swoją stylistykę, przez co brzmienie albumu było bardziej nowoczesne i urozmaicone. Płytę nagrano we wsi Nojszew w lipcu 2001. Miksowanie odbyło się w studiu S4 w Warszawie we wrześniu 2001.

## Lista utworów
| Nr  | Tytuł utworu                                  | Słowa              | Muzyka             | Długość |
| --- | --------------------------------------------- | ------------------ | ------------------ | ------- |
| 1.  | „Antiba”                                      | Katarzyna Nosowska | Katarzyna Nosowska | 3:31    |
| 2.  | „[sic!]”                                      | Katarzyna Nosowska | Jacek Chrzanowski  | 3:25    |
| 3.  | „Cisza, ja i czas”                            | Katarzyna Nosowska | Paweł Krawczyk     | 3:38    |
| 4.  | „Romans petitem”                              | Katarzyna Nosowska | Paweł Krawczyk     | 3:58    |
| 5.  | „Prelud deszczowy”                            | Katarzyna Nosowska | Jacek Chrzanowski  | 3:20    |
| 6.  | „Mikimoto – król pereł”                       | Katarzyna Nosowska | Paweł Krawczyk     | 3:35    |
| 7.  | „Hanging on the telephone” (cover The Nerves) |                    |                    | 2:13    |
| 8.  | „ZEROEKRAN”                                   | Katarzyna Nosowska | Paweł Krawczyk     | 3:15    |
| 9.  | „Z rejestru strasznych snów”                  | Katarzyna Nosowska | Katarzyna Nosowska | 4:13    |
| 10. | „Pea Sorela”                                  | Katarzyna Nosowska | Jacek Chrzanowski  | 4:03    |
| 11. | „Cudzoziemka w raju kobiet”                   | Katarzyna Nosowska | Paweł Krawczyk     | 3:14    |
| 12. | „Fotografia”                                  | Katarzyna Nosowska | Katarzyna Nosowska | 3:47    |
| 13. | „DOLLY”                                       | Katarzyna Nosowska | Paweł Krawczyk     | 3:44    |
|     |                                               |                    |                    | 45:56   |

## Twórcy
Źródło.
- Katarzyna Nosowska – śpiew, słowa
- Marcin Żabiełowicz – gitara
- Paweł Krawczyk – gitara
- Jacek Chrzanowski – gitara basowa
- Robert Ligiewicz – perkusja
- Leszek Kamiński – gościnnie instrumenty klawiszowe (utwory „Dolly” i „Romans Petitem”)
- Leszek Kamiński – realizacja dźwięku, miksowanie, produkcja muzyczna, mastering
- Julita Emanuiłow – mastering
- Warner Music Poland – producent wykonawczy
- Kasia Iwańska – product manager
- Arek Wolski – zdjęcia, projekt graficzny i realizacja
- Marek Kotnowski – zdjęcia zespołu

## Sprzedaż
| Lista | Kraj   | Pozycja |
| ----- | ------ | ------- |
| OLiS  | Polska | 4       |